# Lindmania candelabriformis
Lindmania candelabriformis (лат. Lindmania candelabriformis) — растение из рода Линдмания семейства Бромелиевые (лат. Bromeliaceae) подсемейства Питкерниевые (лат. Pitcairnioideae).

## Автор названия вида
Растение Lindmania candelabriformis было изучено и описано систематиком, имя которого в бинарной номенклатуре имеет сокращение B. Holst.

## Распространение
Вид Lindmania candelabriformis встречается в Венесуэле, где он является эндемичным.